# 골든에이지 (축구)
골든에이지(Golden Age)는 2014년부터 실시한 대한축구협회에서 진행하는 유소년 육성 프로그램으로 8세에서 15세를 대상으로 한다.
‘기본에 충실한 창의와 도전’이라는 철학을 바탕으로 습득이 빠른 유소년들을 대상으로 연령에 맞게 세분화된 훈련 방식을 통한 선수 성장을 목표로 진행하며, 매년 세미나와 다른 나라들의 최신 유소년 육성 프로그램 분석을 통해서 프로그램을 새로 개편한다.
6세부터 11세까지누 프리 골든에이지(Pre Golden Age), 12세부터 15세까지의 골든에이지(Golden Age),16세부터 19세까지는 포스트 골든에이지(Post Golden Age)라는 명칭의 프로그램이 진행된다.

## 참고 자료
대한축구협회. “골든에이지”. Kfa Live.

## 같이 보기
- 대한축구협회
- 대한민국 U-14 축구 국가대표팀